# جیزین تیت
جیزین تیت (انگلیسی: Jae'Sean Tate؛ زادهٔ ۲۸ اکتبر ۱۹۹۵) بازیکن بسکتبال اهل ایالات متحده آمریکا است.